# Ion Dogaru
Ion Dogaru (n. 1 februarie 1935 – d. 16 martie 2018) a fost un jurist român, membru corespondent al Academiei Române din 2001.